# Little, Brown and Company
Little, Brown and Company est une maison d'édition anglo-américaine.
L'entreprise a été rachetée par Hachette Livre (Groupe Lagardère).

## Historique

### Création
Little, Brown and Company est créé en 1837 à Boston par Charles Little et James Brown. Les deux s'associent « dans le but de publier, importer et vendre des livres ». Les racines de l'entreprise remontent jusqu'à 1784 à une librairie fondée par Ebenezer Batelle sur Marlborough Street.
L'éditeur publie notamment les ouvrages de Benjamin Franklin et George Washington et se spécialise dans l'édition juridique et l'importation d'ouvrages. Ce fut un des plus importants éditeurs juridiques aux États-Unis pendant des années et un importateur majeur d'ouvrages (notamment juridiques) en provenance d'Angleterre, popularisant notamment l'Encyclopædia Britannica auprès du public américain.

### Développement au cours du XXesiècle
Little, Brown devient une société anonyme en 1913. 12 ans plus tard, Little, Brown devient l'éditeur de tous les ouvrages du Atlantic Monthly et ce jusqu'en 1985. De l'accord entre Atlantic Monthly et Little, Brown sont publiés des ouvrages notables tel que L'Attrape-cœurs de J. D. Salinger ou encore les Aventures de Tintin d'Hergé. 
L'entreprise est racheté par Time Inc. en 1968 et est ensuite intégré au Time Warner Book Group au moment de la fusion entre Time Inc. et Warner Communications en 1989.
Little, Brown s'étend sur le marché britannique en 1992 : le rachat de MacDonald & Co par sa maison-mère Time Warner Book Group lui permet de constituer Little, Brown Book Group. En 1996, Little, Brown cède ses divisions d'édition juridique et médicale à Wolters Kluwer. La même année, Little, Brown acquiert Virago Press, un éditeur féministe britannique.
En 2006, Hachette Livre acquiert Time Warner Book Group. Little, Brown devient à cette occasion une division de Hachette Book Group USA tandis que la filiale britannique est intégrée à Hachette UK.